# Італія на зимових Олімпійських іграх 2010
Італія на зимових Олімпійських іграх 2010 представлена 	114 спортсменами в 13 видах спорту.

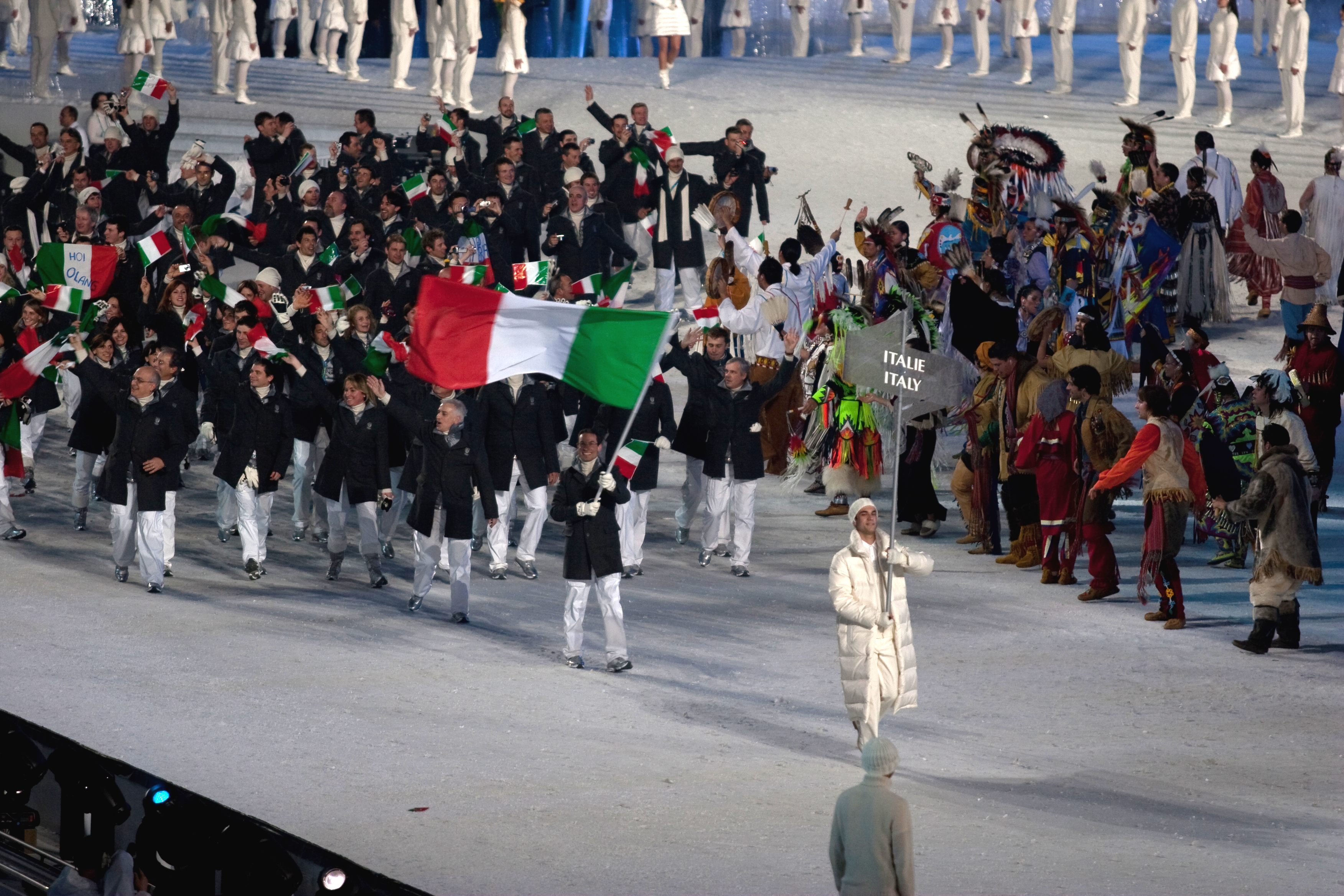
Збірна Італії під час Параду націй на церемонії відкриття Олімпіади

## Медалісти
Золото
| Золото |                  |                                         |
| №      | Спортсмени       | Вид спорту (дисципліна)                 |
| 1      | Джульяно Раццолі | Гірськолижний спорт, спеціальний слалом |

Срібло
| Срібло |                       |                         |
| №      | Спортсмени            | Вид спорту (дисципліна) |
| 1      | П'єтро Піллер Коттрер | Лижні перегони          |

Бронза
| Бронза |                   |                         |
| №      | Спортсмени        | Вид спорту (дисципліна) |
| 1      | Алессандро Піттін | Лижне двоборство        |
| 2      | Армін Цеггелер    | Санний спорт            |
| 3      | Аріанна Фонтана   | Шорт-трек               |